# Diphénylméthanol
Le diphenylméthanol, aussi connu sous le nom de benzohydrol,  est un composé organique de formule (C6H5)2CHOH. Constitué d'un groupe méthanol substitué par deux groupes phényle (alternativement, il peut être décrit comme une molécule de diphénylméthane substitué par un groupe hydroxyle sur le pont méthylène), c'est le composé parent de la classe des diarylalcools. 
Il se présente sous la forme d'un solide cristallin blanc inodore. Il est irritant pour les yeux, la peau et le système respiratoire.

## Synthèse
La façon la plus simple de préparer le diphenylméthanol est la réaction de Grignard entre le bromure de phénylmagnésium et le benzaldéhyde. Il peut également être préparé par réduction de la benzophénone par le borohydrure de sodium dans le méthanol, de la poussière de zinc en solution alcaline, ou encore de l'amalgame de sodium et de l'eau.

## Utilisation
Le diphenylméthanol est utilisé en parfumerie et dans l'industrie pharmaceutique. En parfumerie, il est utilisé comme fixateur. Dans l'industrie pharmaceutique, c'est une substance de base dans la synthèse d'antihistaminiques et d'antihypertenseurs. Il est notamment utilisé dans la synthèse du modafinil,  un psychostimulant utilisé dans le traitement de la narcolepsie et de l'hypersomnie idiopathique, et son groupe benzohydryle est présent dans la structure de nombreux antagonistes H1 comme la diphénhydramine. Le diphenylméthanol est aussi utilisé dans la production de composés agrochimiques et comme agent de terminaison de groupe dans des réactions de polymérisation.